# Лис алиби пенденс
Лис алиби пенденс (на латински: Lis alibi pendens) е термин в международното частно и международното публично право, означаващ сезиране на две отделни съдилища с идентичен спор (между едни и същи стани, по един и същ случай).
Терминът произлиза от средновековния латински термин litispendentia, означаващ „в една и съща посока/смисъл“.
Алинея първа на член 126 от Гражданско-процесуалния кодекс на Република България очертава задължението по-късно заведеното дело да бъде прекратено служебно от съда, когато в един и същ съд или в различни съдилища има висящи две дела между същите страни, на същото основание и за същото искане. При тази хипотеза се казва, че последният сезиран съд се е десезирал. Също така, ако съдилищата не са от една и съща степен, компетентността се отказва от съдилища от по-ниска инстанция, в полза на тези от по-висока инстанция (например окръжен съд ще преотстъпи в полза на апелативен съд) – аргумент от алинея втора на член 126 на ГПК на РБ.
Това правило не позволява идентичен случай да бъде съден два пъти по едно и също време, от две различни съдилища.
Не се касае до тази хипотеза, когато един и същ съд е сезиран с два случая, между които има връзка, поради това, че е по-добре да бъдат съдени заедно, тъй като тогава се говори за свързаност.